# Струсово
Струсово (укр. Струсове) — село на Украине, находится в Мурованокуриловецком районе Винницкой области.
Код КОАТУУ — 0522884606. Население по переписи 2001 года составляет 55 человек. Почтовый индекс — 23451. Телефонный код — 4356.
Занимает площадь 0,281 км².

## Адрес местного совета
23450, Винницкая область, Мурованокуриловецкий р-н, с. Немерче, ул. Центральная, 1